# 에러
에러(error → "방황하는"을 뜻하는 라틴어 error에서 기원) 또는 오류는 부정확하거나 유효하지 않은 동작이다. 일부 용례에서 영어의 에러(error)는 실수(mistake)와 동의어이다. 이 용어는 '제 위치를 벗어난'을 의미하는 라틴어 낱말 'errare'에서 기원한다.
통계학에서 에러는 한국어로 오차로 번역되며 계산된 값과 올바른 값 간의 차이이다. 에러는 의도된 성과나 행동의 실패나 편차로 이어질 수 있다.

## 같이 보기
- NG (용어)
- 오류 검출 정정
- 오류 (논리학)
- 허용 오차
- 완벽
- 시행착오